# Каскано (Латина)
Каскано је насеље у Италији у округу Латина, региону Лацио.
Према процени из 2011. у насељу је живело 29 становника. Насеље се налази на надморској висини од 186 м.